# Chris Morris (acteur)
Pour les articles homonymes, voir Chris Morris, Christopher Morris et Morris.
Christopher Morris, dit Chris Morris, est un humoriste, réalisateur, scénariste et acteur britannique, né le 5 septembre 1962 à Bristol. Il est principalement connu pour son humour noir et surréaliste.

## Filmographie

### Réalisateur
- 1998 : Big Train (6 épisodes)
- 2000 : Jam (6 épisodes)
- 2002 : My Wrongs 8245-8249 and 117
- 2005 : Nathan Barley (7 épisodes)
- 2006 : Cinema16: European Short Films
- 2010 : We Are Four Lions
- 2012-2013 : Veep (2 épisodes)

### Scénariste
- 1994 : The Day Today (7 épisodes)
- 1997-2001 : Brass Eye (7 épisodes)
- 2000 : Jam (6 épisodes)
- 2002 : My Wrongs 8245-8249 and 117
- 2005 : Nathan Barley (7 épisodes)
- 2006 : Second Class Male
- 2010 : We Are Four Lions

### Acteur
- 1994 : The Day Today : Plusieurs rôles (7 épisodes)
- 1994 : Knowing Me, Knowing You : Matt (1 épisode)
- 1997 : I'm Alan Partridge : Peter Baxendale Thomas (1 épisode)
- 1997-2001 : Brass Eye : Plusieurs rôles (7 épisodes)
- 1998 : Big Train : Narrateur (1 épisode)
- 2000 : Jam : Chris, Anthony et autres rôles (6 épisodes)
- 2002 : My Wrongs 8245-8249 and 117 : Rothko
- 2005 : Nathan Barley : Place VO (1 épisode)
- 2006-2008 : The IT Crowd : Denholm Reynholm (7 épisodes)
- 2010 : We Are Four Lions : Commentateur du générique de fin
- 2012 : Veep : L'homme qui lit le journal (1 épisode)